# Рада експертів
Рада експертів з визначення кандидатури Лідера (перс. مجلس خبرگان رهبری, Majles-e Khobregan або Majles-e Khebregan-e Rahbari) — визначений в 107 та 108 статтях конституції Ірану а також окремим законом орган з призначення та нагляду за діяльністю Верховного лідера.
Стаття 111 в Преамбулі Конституції Ірану дає Раді експертів право усувати з посади Лідера у випадку неспроможності виконувати покладені на нього обов'язки, або при втраті якостей, описаних в статтях 5 та 109, або якщо стане відомо, що він ними не володів від самого початку.
В редакції закону від 8 листопада 1982 року термін повноважень депутатів ради становить 8 років. Загальна кількість депутатів залежить від кількості останів (провінцій) та кількості їхнього населення: від кожного остану з населенням менше 500 тис. чоловік обирається один депутат, для останів з населенням понад 500 тис. чоловік обирається додатковий депутат на кожні 500 тис. населення. Станом на 2012 рік, в раді експертів було 83 депутати.
За законом, депутати мають бути релігійно-політичними діячами, що досягли звання муджтахіда.
Право голосу мають громадяни Ірану, що досягли віку 15 років.
Треті вибори до Ради відбулись в 1998 році.